# Igor Sewerjanin

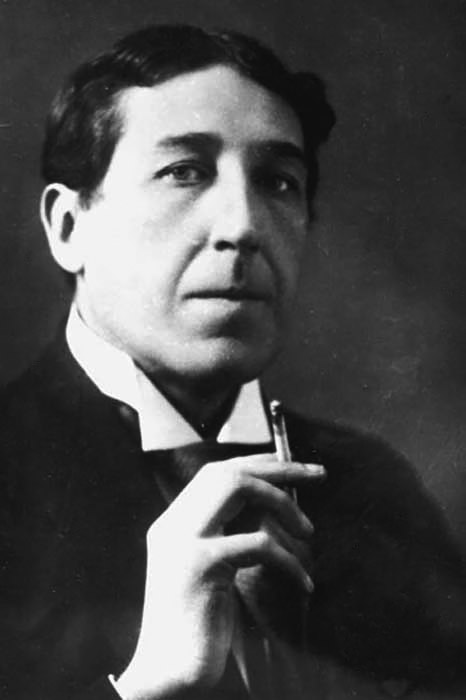
Igor Sewerjanin

Igor Sewerjanin (russisch Игорь Северянин, eigentlich Igor Wassiljewitsch Lotarjow – Игорь Васильевич Лотарёв; * 4. Maijul. / 16. Mai 1887greg. in Sankt Petersburg; † 20. Dezember 1941 in Tallinn) war ein russischer Dichter. 

## Leben
Der Vater von Igor Sewerjanin, Wassili Petrowitsch Lotarjow, war Militäringenieur, die Mutter, Natalia Stepanovna, stammte aus dem Adelsgeschlecht Schenschin. Mütterlicherseits war Sewerjanin mit dem russischen Dichter Afanassi Fet sowie dem russischen Schriftsteller und Historiker Nikolai Karamasin verwandt. Ebenfalls mütterlicherseits bestand eine Verwandtschaft zu Alexandra Kollontai.
1896, nach der Scheidung der Eltern, zog der Sohn zu seinem Vater in die Umgegend von Tscherepowez. 1904 starb sein Vater, darauf folgte der Umzug nach Gattschina, dem Wohnort der Mutter. 
Seine erste Veröffentlichung 1905 hatte keinen Erfolg. 1907 lernt Igor den Dichter Konstantin Fofanow kennen. 1909 geriet seine Broschüre mit dem Titel Intuitive Farben in die Hände von Lew Tolstoi. Der überzeugte Realist äußerte seine Empörung öffentlich. Dieser Vorfall lenkte die Aufmerksamkeit der Öffentlichkeit auf Sewerjanin. Waleri Brjussow lobte seine Gedichte.
Zunächst als mondäner Salonpoet, gründete er 1911 eine neue Lebensphilosophie der russischen Künstlergesellschaft – den Ego-Futurismus. Abweichend vom westlichen Futurismus von Marinetti haben sich die zahlreichen Gruppen des russischen Futurismus in unterschiedliche Richtungen entwickelt. So existierte die Ego-Futuristische Dichtervereinigung seit Ende 1912 weiterhin ohne ihren Gründer. Fjodor Sologub schrieb ein Vorwort zu Sewerjanins Band Donnerschäumende Becher (1913), das mit den Worten Ein neuer Stern geht auf anfing.
Sewerjanin blieb in seiner Dichtung dem Grundgedanken der Revolutionierung des poetischen Wortschatzes treu: Die Schaffung von Neologismen, Experimentierfreudigkeit in Bezug auf Versstruktur und Bildmaterial (realisierte Metaphern). Es wurden 2500 neue Lexeme nachgewiesen, die Sewerjanin in die Sprache der russischen Poesie brachte. Sein Werk basierte außerdem auf Überraschung und Provokation, übersteigerter Emotionalität und phantastischen Visionen. Ein anderes Merkmal von Sewerjanin ist der häufige Gebrauch französischer Ausdrücke, technischer, modischer und kulinarischer Fremdwörter und Internationalismen. Seine Gedichte bezeichnete er oft unkonventionell (z. B. als „Novelle“, „Erzählung eines Reisenden“ oder als „poeza“).
Sewerjanin reiste zu dieser Zeit mit seinen Auftritten nicht nur durch Russland: Er trat in modischen Zirkeln und literarischen Salons in Belarus, der Ukraine, Aserbaidschan, Polen, Finnland, Frankreich und Rumänien auf. Insgesamt zählt man zwischen 1910 und 1918 135 eindrucksvoll inszenierte Rezitationsabende, bei denen er seine metrisch vielfältigen Gedichte im halb singenden Bariton vortrug (sog. Poezo-konzerty) und damit eine gewisse Berühmtheit erlangte. Am 27. Februar 1918 wurde Sewerjanin auf einem Dichtertreffen in Moskau zum Dichterkönig gewählt.
Nach 1918 räumten die politischen Ereignisse seinem Erfolg keinen Platz mehr ein. Sewerjanin zog sich zurück, begrüßte zunächst die bolschewistische Machtübernahme, nahm aber später eine kritische Position ein und emigrierte schließlich nach Estland. 1921 heiratete er Felissa Kruut (1901–1957). Seine Dichtung zu dieser Zeit bekommt zusätzlich eine nostalgische Note. Er lebte im Fischerdorf Toila in Estland und publizierte in Berlin (während seiner Emigration wurde in Russland kein einziges Werk von ihm veröffentlicht). 
Erst im Jahre 1975 wurde ein kleiner Auswahlband veröffentlicht. Seit 1995 wird in Russland jährlich ein Sewerjanin-Preis verliehen.

## Werke
Programmatische Schriften
- 1911: Prolog des Egofuturismus (russisch Пролог эгофутуризма), wiss. Transliteration: Prolog Egofuturizma

Gedichte
- 1908: Zarnicy mysli (Morgenröten des Gedankens)
- 1913: Zyklus Der donnerschäumende Becher (russisch Громокипящий кубок), wiss. Transliteration: Gromokipjaščij kubok
- 1914: Gedichtband Zlatolira (Goldlyra)
- 1915: Gedichtband Ananasy v šampanskom (Ananas im Champagner)
- 1915: Gedichtband Victoria Regia
- 1918: Gedichtband Poezoantrakt (Poeso-Entracte)
- 1918: Gedichtband Crème de violettes
- 1921: Gedichtband Menestrel
- 1922: Gedichtband Mirrelija
- 1923: Gedichtband Solovej (Die Nachtigall)
- 1923: Roza oranževogo časa
- 1932: Adriatika
- 1934: Medal'ony

Werke in deutscher Übersetzung
- Lyrik. Christus und Antichrist – Poemen – russisch und deutsch, aus dem Russischen übertragen und mit einem Essay versehen von Alexander Nitzberg. IMA-Print Moskau 1992. (Text dt. und russ.) ohne ISBN.
- Ananas in Champagner. Poesen. Ausgewählt und aus dem Russischen übertragen von Alexander Nitzberg. Lang, Münster 1996. (Text dt. und russ.) ISBN 3-9801472-1-5